# Mariusz Mowlik
Mariusz Mowlik (ur. 19 maja 1981 w Poznaniu) – piłkarz, obrońca, reprezentant Polski.
Jest synem Piotra, piłkarza, bramkarza i reprezentanta Polski oraz bratem ciotecznym Davida Topolskiego.
Karierę piłkarską rozpoczynał w rodzinnym Poznaniu. Jest wychowankiem szkoły SKS 13 Poznań. Po jej ukończeniu grał w takich wielkopolskich klubach jak: 1922 Lechia Kostrzyn, Polonia Środa Wielkopolska, Sokół Pniewy, Patria Buk. W 1999 r. stał się zawodnikiem Lecha Poznań. W 2003 roku wypożyczono go do Polonii Warszawa. Po sześciu miesiącach znów powrócił do Lecha i występował tam przez trzy sezony, zdobywając z nim Puchar i Superpuchar Polski w sezonie 2003/04. W 2006 został zawodnikiem Dyskobolii Grodzisk Wielkopolski. Był graczem drugoligowego austriackiego zespołu SC Austria Lustenau. W 2007 roku podpisał kontrakt z greckim klubem AO Egaleo. Na początku 2008 roku FIFA rozwiązała jego kontrakt z greckim klubem. Mowlik wrócił do Polski i związał się umową z drugoligową wówczas Polonią Warszawa. W latach 2008–2011 reprezentował barwy Łódzkiego Klubu Sportowego. W sezonie 2010/2011 z ŁKS-em wywalczył awans do ekstraklasy. W latach 2011–2017 dyrektor ds. sportowych w Miedzi Legnica. 
Obecnie pracuje jako agent piłkarski; jako firma 111-Football Players FZE uczestniczył m.in. w procesie negocjacyjnym nabycia kontrolnego pakietu akcji spółki Pogoń Szczecin SA przez Alexandra Haditaghiego na przełomie lat 2024/2025.

## Reprezentacja Polski
W reprezentacji Polski zadebiutował w 2004 roku przeciwko reprezentacji USA.
| l.p. | Data          | Miejsce | Przeciwnik        | Rezultat | Rozgrywki  | Grał | Uwagi |
| ---- | ------------- | ------- | ----------------- | -------- | ---------- | ---- | ----- |
| 1.   | 12 lipca 2004 | Chicago | Stany Zjednoczone | 1-1      | towarzyski | 90'  |       |